# The Killer Love Tour
The Killer Love Tour es la primera gira musical  de la cantautora estadounidense Nicole Scherzinger en solitario, teniendo en cuenta que ya realizó dos giras con su antiguo grupo femenino las Pussycat Dolls. Incluye conciertos en Europa y Asia, para promover su álbum de estudio debut, Killer Love. La gira se inició el 13 de febrero de 2012 en Bruselas, Bélgica y finalizó en Malasia en marzo de ese mismo año.

## Antecedentes
La gira fue anunciada por primera vez gracias a Scherzinger el 25 de octubre de 2011 mediante una comparecencia en la radio Capital FM. Durante el anuncio Scherzinger estuvo diciendo que en febrero de 2012 estaría recorriendo el Reino Unido con su gira debut. Una vez finalizada la gira de siete espectáculos, Scherzinger recibió críticas positivas por parte de los críticos musicales, destacando que a pesar de las sencillez del espectáculo, la gran calidad vocal y del baile ejecutados por la cantante hawaiana, era insuperable.

## Teloneros
- Mindless Behavior (Inglaterra)[2]

## Repertorio
1. «Club Banger Nation»
2. «Poison»
3. «Killer Love»
4. «Baby Love»
5. «Pretty»
6. «I Will Always Love You»
7. «You Will Be Loved»
8. Pussycat Medley: «Buttons» / «Jai Ho! (You Are My Destiny)» / «Wait a Minute» / «I Will Survive» / «Hush Hush» / «I Hate This Part»
9. «Stickwitu»
10. «When I Grow Up»
11. «Wet»
12. «Try With Me»
13. «Right There»
14. «Don't Cha»
15. «Don't Hold Your Breath»

## Fechas
| Europa                |              |             |                            |
| 13 de febrero de 2014 | Bruselas     | Bélgica     | Ancienne Belgique          |
| 15 de febrero de 2014 | Belfast      | Reino Unido | Waterfront Hall            |
| 16 de febrero de 2014 | Dublín       | Irlanda     | Olympia Theatre            |
| 19 de febrero de 2014 | Londres      | Reino Unido | Hammersmith Apollo         |
| 22 de febrero de 2014 | Mánchester   | Reino Unido | O2 Apollo Manchester       |
| 23 de febrero de 2014 | Birmingham   | Reino Unido | O2 Academy Birmingham      |
| Asia                  |              |             |                            |
| 23 de marzo de 2014   | Kuala Lumpur | Malasia     | Frontis de Torres Petronas |